# 锈背野靛棵
锈背野靛棵（学名：Mananthes ferruginea），为爵床科野靛棵属下的一个植物种。